# Krakovská brána
Krakovská brána, polsky Brama Krakowska, je nejznámější skalní branou (či spíše kaňonem) a také jednou z několika skalních bran v Ojcovském národním parku. Nachází se jižně od vesnice Ojców ve gmině Skała v okrese Krakov (Powiat krakowski) v Malopolském vojvodství v jižním Polsku.

## Geologie, geografie, příroda a historie
Krakovská brána je turisticky populární vápencový útvar, který se nachází na pravém břehu řeky Prądnik (přítok řeky Visly) v Dolině Prądnika ve vysočině Wyżyna Olkuska, která je součástí vysočiny Wyżyna Krakowsko-Częstochowska (Krakovsko-čenstochovská jura). Brána vznikla v důsledku erozních procesů a zvětrávání a její nejvyšší část skalního bloku má výšku cca 15 m. Skalní bloky jsou od sebe vzdálené jen pár metrů a vymezují vstup do bočního kaňonu Wąwóz Ciasne Skałki.
Skalní bloky jsou na mnoha místech pokryty xerotermními přírodními společenstvy, ve kterých dominuje Kostřava sivá (Festuca pallens) a také četné kolonie lišejníků. Významný je objev nového, zřejmě endemitního a tedy i přísně chráněného plže z čeledi praménkovití (Hydrobiidae). Tento plž je znám pod názvem Niepozorka ojcowska (Falniowskia neglectissima).
Krakovská brána je nazvaná podle staré zaniklé obchodní cesty, která v dávných dobách vedla z Krakova do Slezska.
Poblíže Krakovské brány se nachází pramen Źródło Miłości.

## Galerie

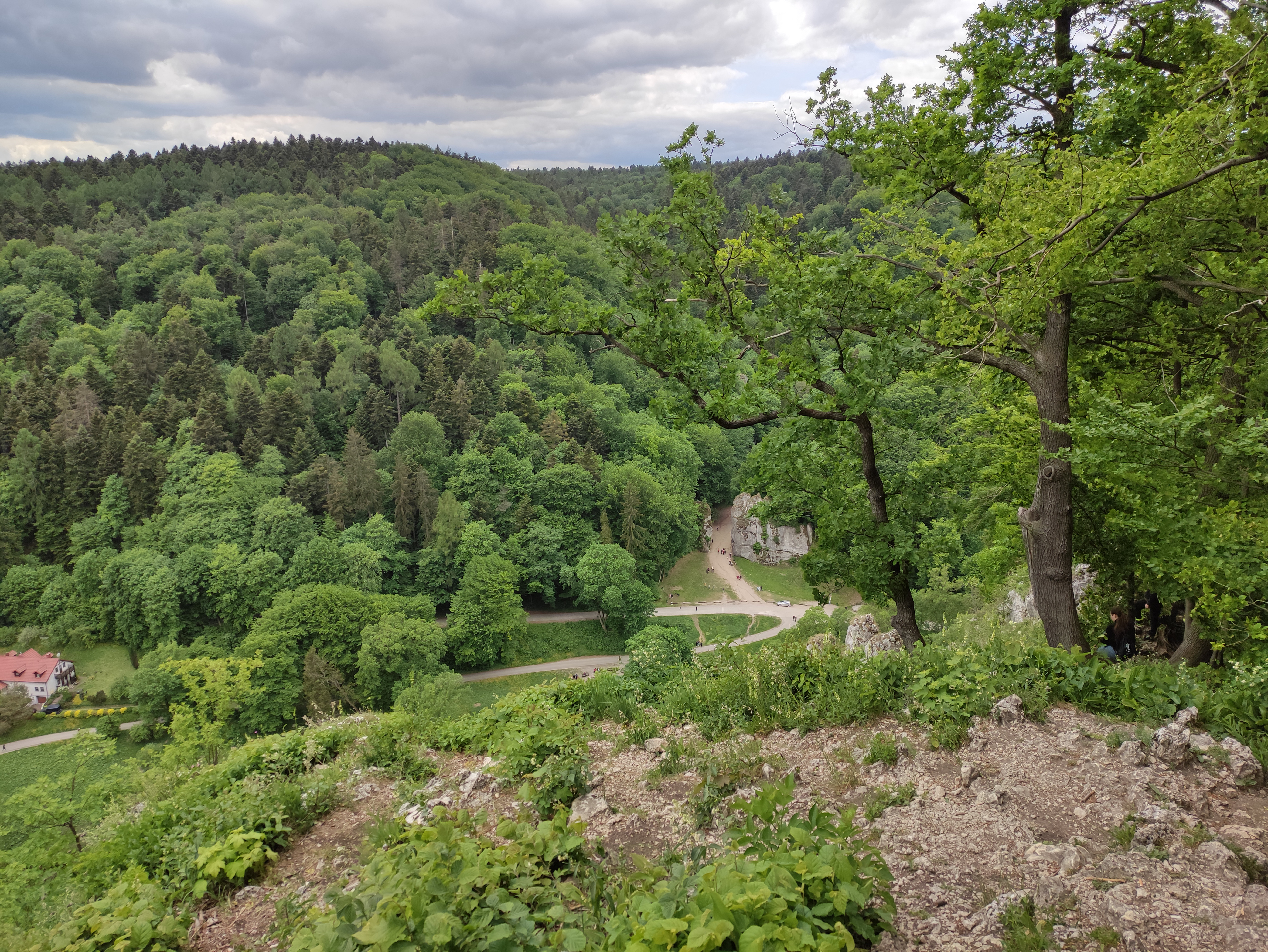
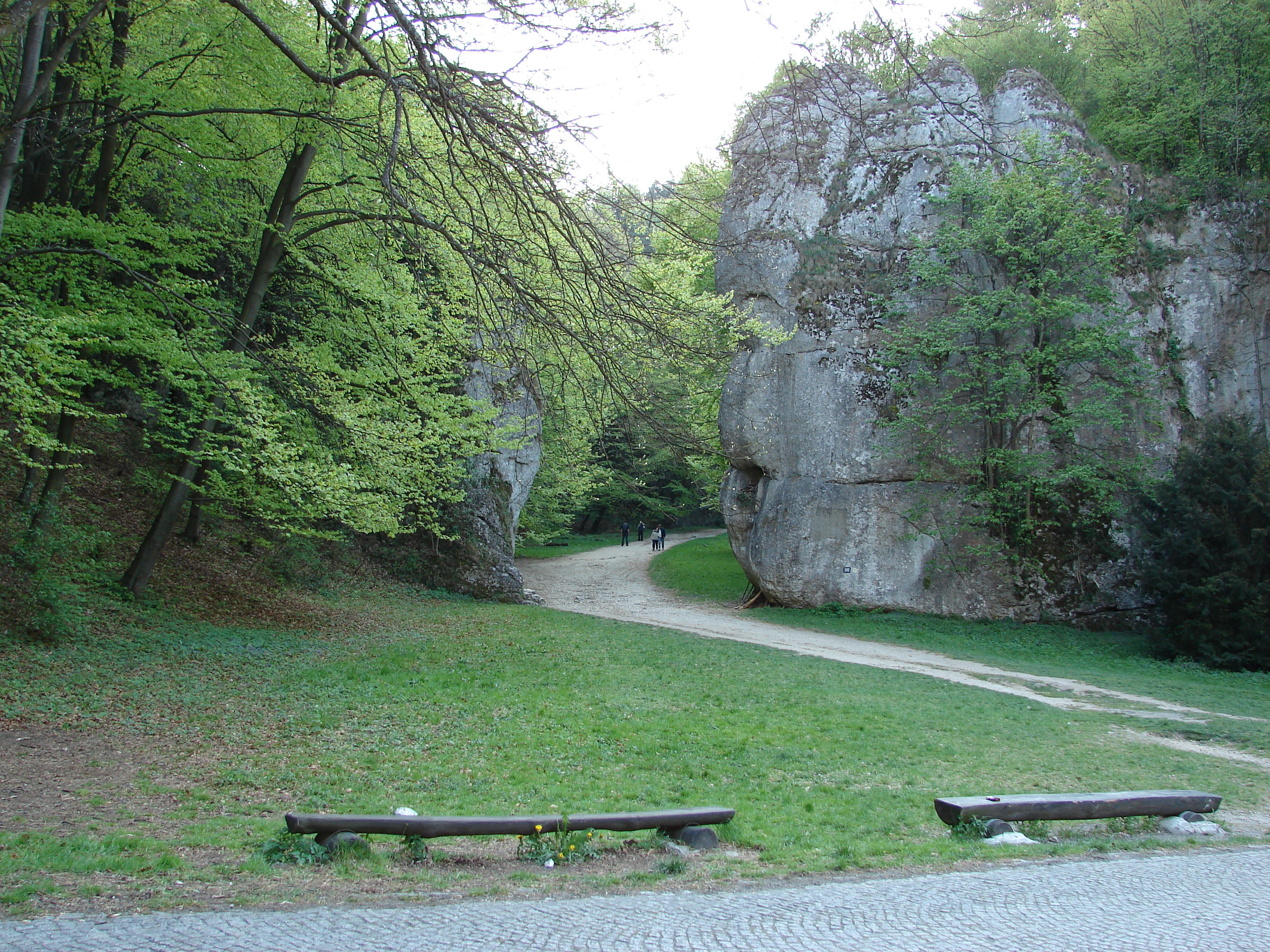
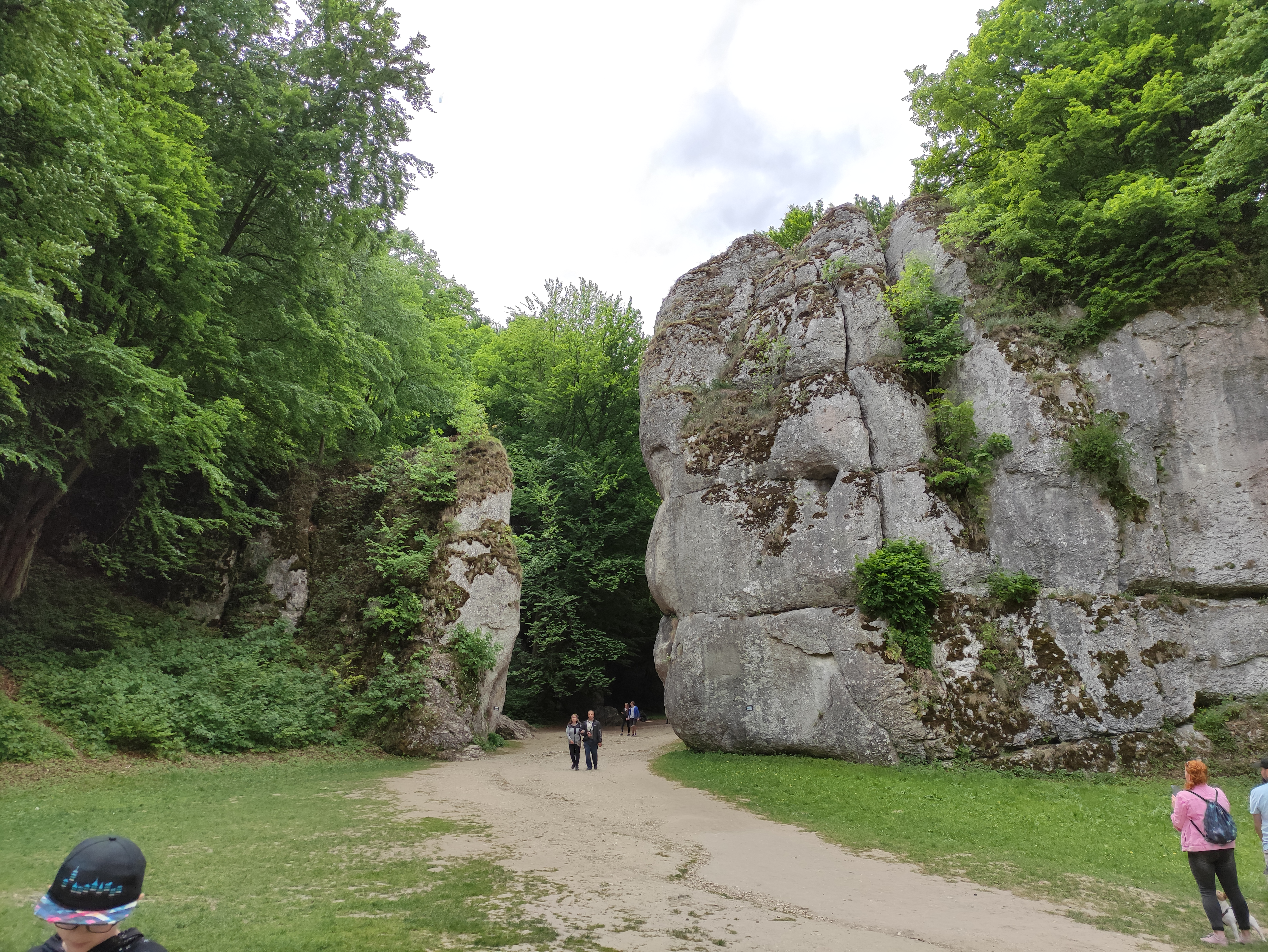
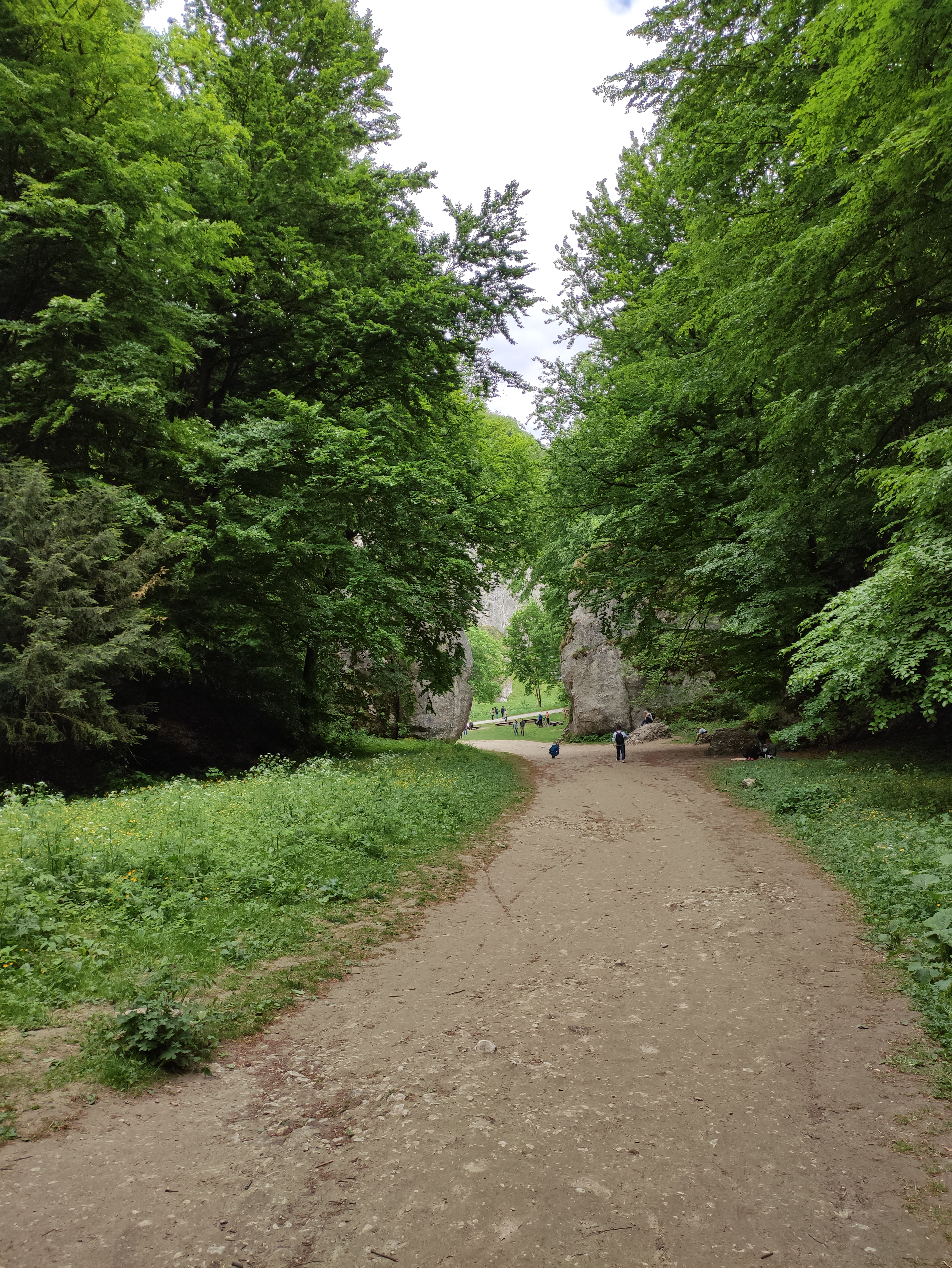
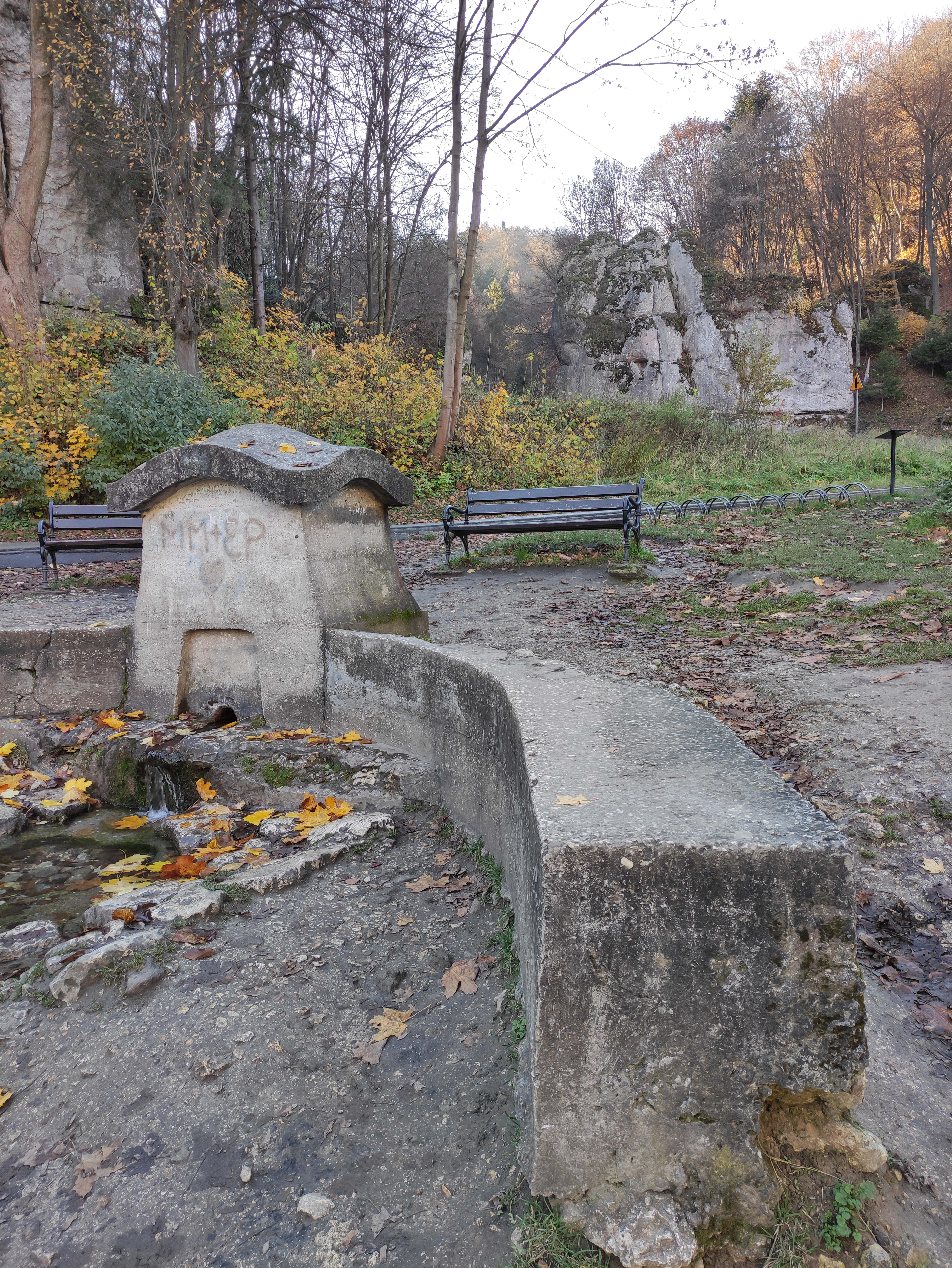

## Další informace
Ke Krakovské bráně vedou turistické trasy Szlak Orlich Gniazd, Szlak Warowni Jurajskich aj. a také cyklostezky. Místo je celoročně volně přístupné, avšak automobilům většinou není vjezd povolen.